# Battaglia di Fidonisi
La Battagli di Fidonisi (detta anche la Battaglia dell'Isola dei Serpenti) fu uno scontro combattuto presso Isola dei Serpenti (in greco Fidonisi, Φιδονήσι), lungo la costa dell'attuale Ucraina nel corso della Guerra russo-turca (1787-1792) tra le navi della flottiglia russa e di quella turca.

## Gli eventi
Il 10 luglio la flotta turca al comando del grand'ammiraglio Hasan Pasha venne avvistato a nordovest dalla flotta russa che aveva lasciato dal 29 giugno Sebastopoli e che era comandata dal contrammiraglio conte Vojnović e che al 10 luglio aveva ormai raggiunto Tendra. Dopo tre giorni di manovre le due flotte si trovarono presso l'isola di Fidonisi, a circa 100 miglia a sud di Kinburn.
Vojnović formò una linea tra nordest e sudest in base al vento. I turchi attaccarono a causa dello stesso vento poco dopo le 15:00. Le grandi fregate russe Berislav e Strela, costrinsero le navi di linea turche a stare fuori dal loro raggio, ma così facendo rischiarono più volte di venire avvicinate ed abbordate dal secondo in comando, il comandante Fëdor Ušakov, a bordo della Sv. Pavel.
Hasan Pasha decise quindi di attaccare le navi russe, mentre il suo vice edi suoi contrammiragli attaccarono Vojnović, ma a causa dei danni subiti alla sua nave, Hasan venne costretto a lasciare la linea di combattimento e verso le 17:00 i turchi si ritirarono dopo aver perso 1 sciabecco che colò a picco.
Tra il 15 ed il 17 luglio, le flotte russe e turche si spostarono ad ovest della Crimea; il 18 luglio i turchi avevano evacuato completamente l'area.

## Navi coinvolte

### Russia (conte Vojnović)
Preobraženie Gospodne 66

Sv. Pavel 66

Sv. Andrej 50

Sv. Georgij 50

Legkij 44

Perun 44

Pobeda 44

Strela 44

Berislav 40

Fanagoria 40

Kinburn 40

Taganrog 34

24 piccole imbarcazioni

### Impero ottomano (Hassan el Ghazi)
5 navi da battaglia da 80 cannoni

12 altre navi da battaglia

8 fregate

21 sciabecchi – 1 affondato

3 bombardiere

alcune piccole imbarcazioni